# Vzduchoprázdniny
Vzduchoprázdniny je studiové album českého písničkáře Karla Plíhala. Album vyšlo 17. září 2012 a jde o jeho první studiovou desku od roku 2004, kdy vyšlo Nebe počká.  Rovněž se jedná o jeho první autorské album od roku 2000 (Kluziště). Album bylo oceněno Andělem v kategorii folk & country.

## Seznam skladeb
1. „Vzduchoprázdniny“
2. „Každé ráno“
3. „Lázeňská“
4. „Jednou prý“
5. „Notýsek“
6. „Temná skrytá hmota“
7. „Prase“
8. „Velbloud“
9. „Ticho“
10. „Kuře“
11. „Burani z Anglie“
12. „Slon“
13. „Na kutě“
14. „Můj vesmír“
15. „Na kolech“
16. „O mracích a tak“
17. „Generační výpověď“
18. „Kopeček“
19. „Nezestárlas'“
20. „Napadl sníh“
21. „Motýl Povaleč“
22. „V antikvariátu“